# Leopold Hahn

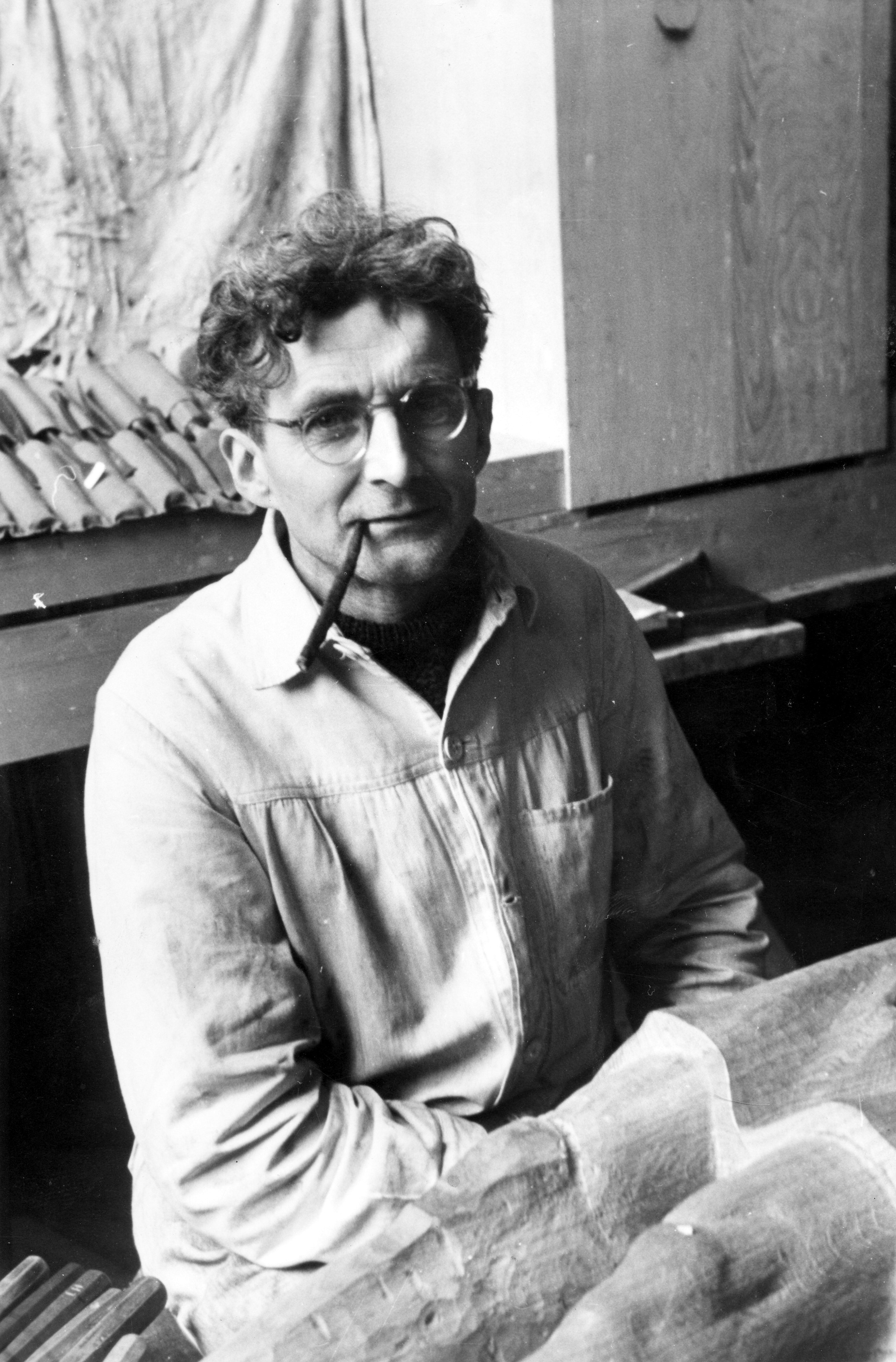
Leopold Hahn, arbeitend in seinem Atelier an dem Kruzifix für die Abtei St. Gertrud, Tettenweis, 1944, Foto Hugo Schnell

Leopold Hahn (* 21. November 1894 in Heufurt (heute Stadtteil der Gemeinde Fladungen in der Rhön); † 16. Mai 1970 in Krailling / Landkreis Starnberg) war ein deutscher Bildhauer.

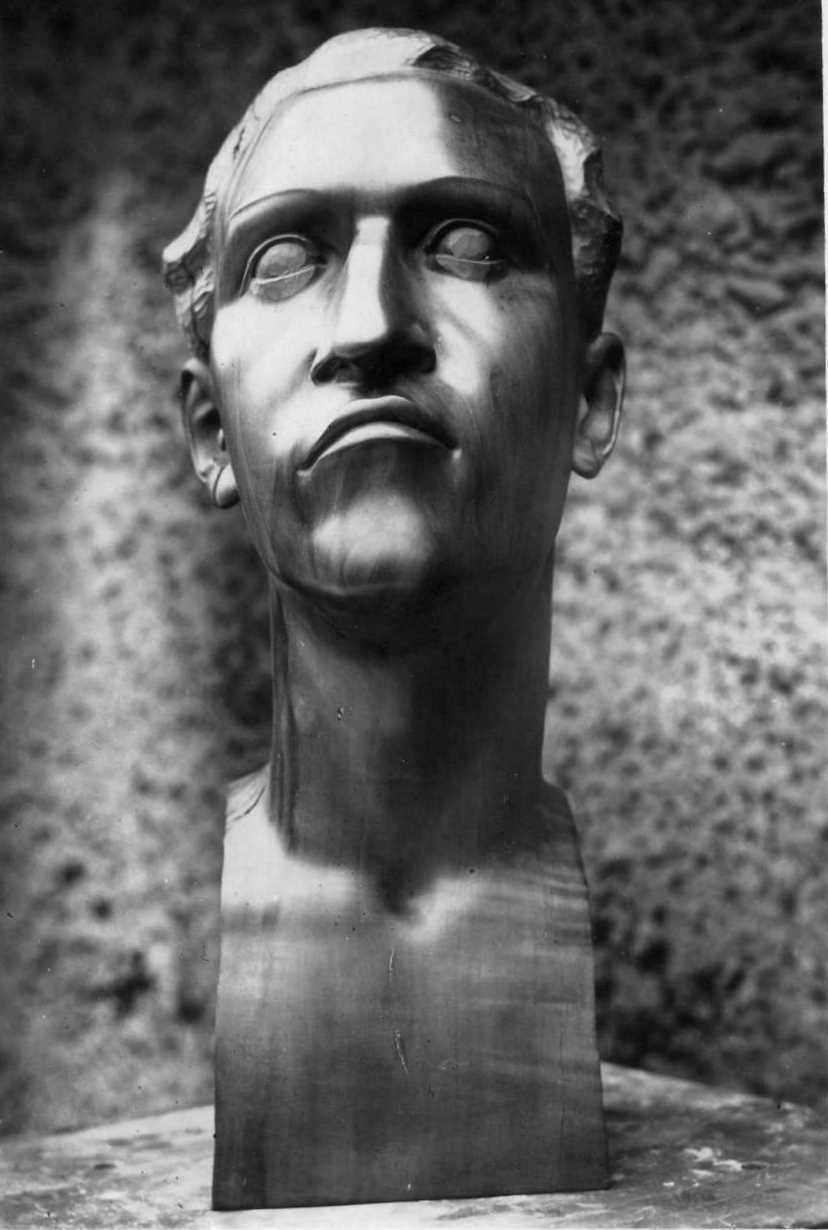
Büste Max Winters, 1923, Foto: Wolfgang Hahn

## Leben und Wirken

### 1894–1916, Kindheit, Lehre und Kriegsdienst
Leopold Hahn wurde als der Älteste von acht Geschwistern des Dorfschreinermeisters Andreas Hahn und dessen Frau Agathe in einem katholischen Elternhaus geboren. Nach Abschluss der Volksschule absolvierte er eine dreijährige Schreinerlehre und arbeitete anschließend in wechselnden Arbeitsstellen bis zu seiner Einberufung zum Deutschen Heer im Dezember 1914.

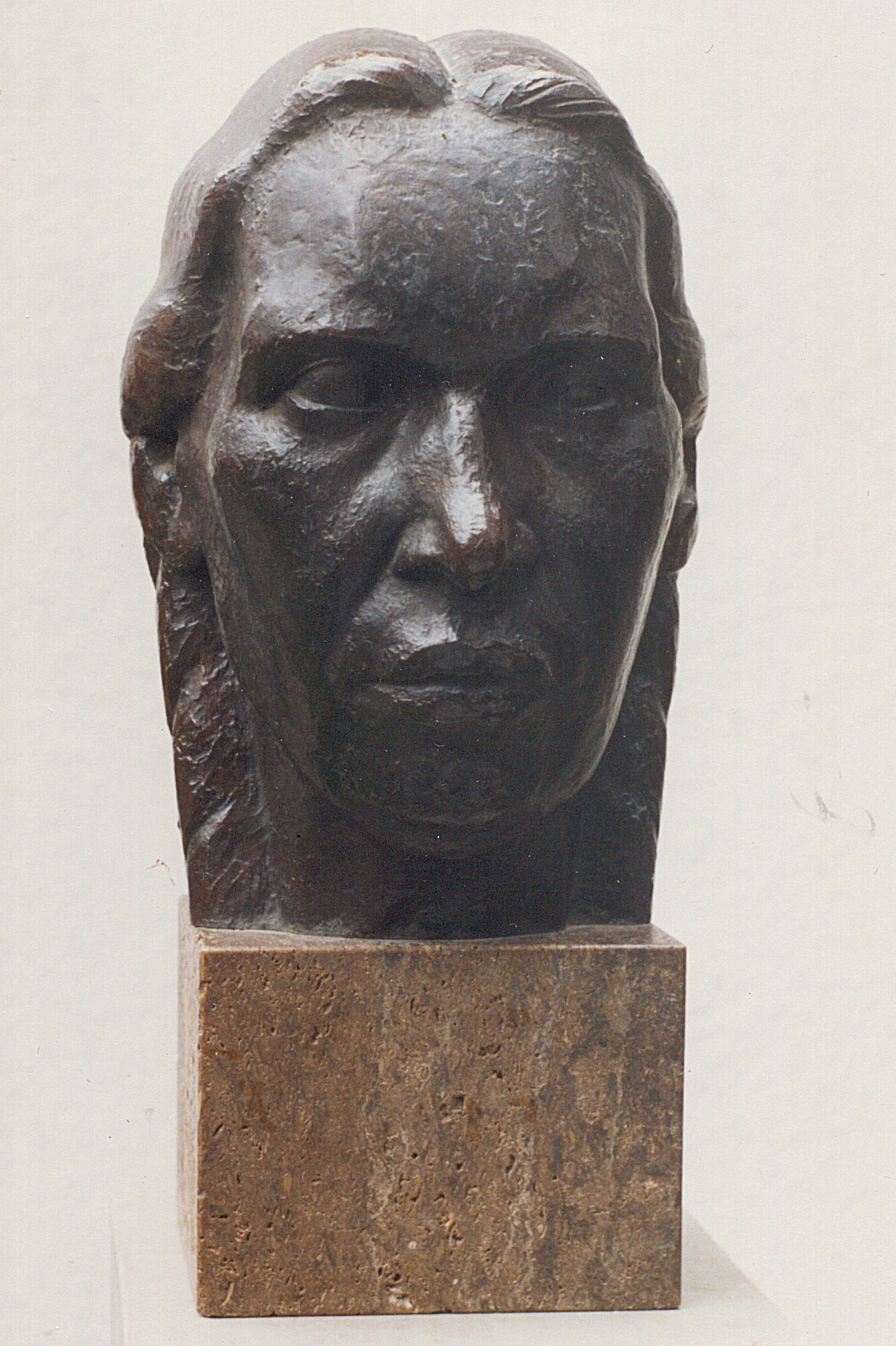
Bronze Agathe Hahn, 1926, Foto: Christopher Hahn

### 1916–1945, Ausbildung und selbstständiges Schaffen

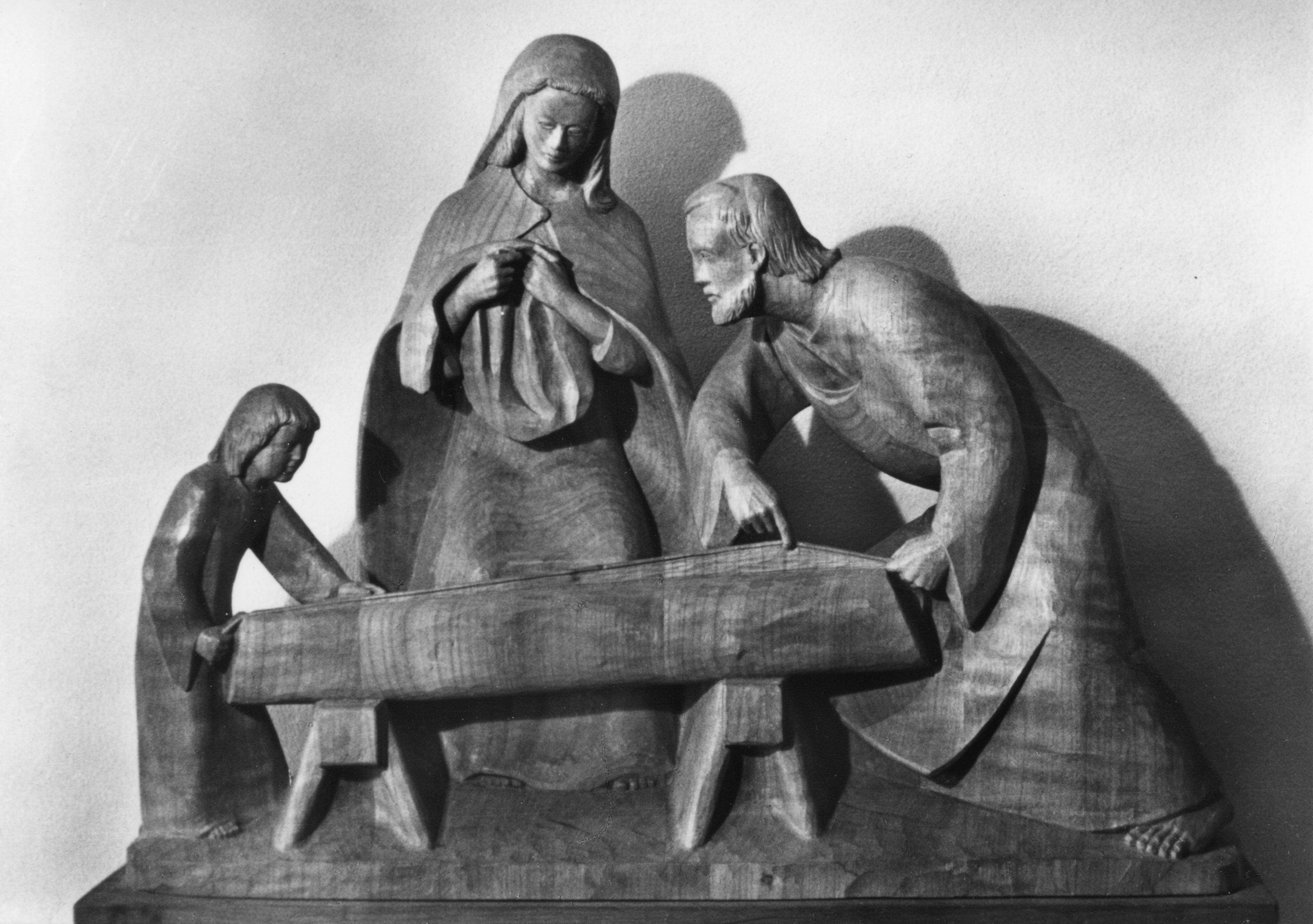
Heilige Familie, Kirschbaumholz; 1963, Foto: Christopher Hahn

Als schwer Kriegsversehrter 1916 entlassen, bildete er sich neben seiner handwerklichen Tätigkeit an der Gewerbe-, Zeichen- und Modellierschule zu Würzburg fort und besuchte ab 1917 die Holzschnitzschule in Bischofsheim in der Rhön. In nur zwei Jahren schloss er als Jahrgangsbester mit der Gesellenprüfung ab (das sicherte ihm einen freien Studienplatz an der Staatlichen Kunstschule in Nürnberg) und schrieb sich daselbst 1919 ein. Er erlernte dort auch den Umgang mit Stein, sein erstes Meisterwerk in diesem Material gelang ihm mit einem Grabmal, mit dem er den ersten Preis der Stadt Nürnberg gewann. Er wurde Meisterschüler bei Prof. Nida-Rümelin. Während seiner Studienzeit arbeitete er bereits selbstständig zur Sicherung seines Lebensunterhalts. Sie endete 1926. Der Verkauf der Plastik „Christus auf dem Ölberg“ brachte ihm so viel Geld ein, dass er beschloss, in München an der Akademie der Bildenden Künste weiter zu studieren (1926–1933). Auch hier arbeitete er in einem ihm zugewiesenen Arbeitsraum in der Akademie selbstständig, seine Lebenshaltungskosten zu bestreiten. Er machte sich einen Namen in der Porträtkunst und beteiligte sich an zahlreichen Ausstellungen. Nach eigener Aussage war das 1926 geschaffene Porträt seiner Mutter das ihm Wichtigste und Teuerste in all seinen Schaffensjahren.

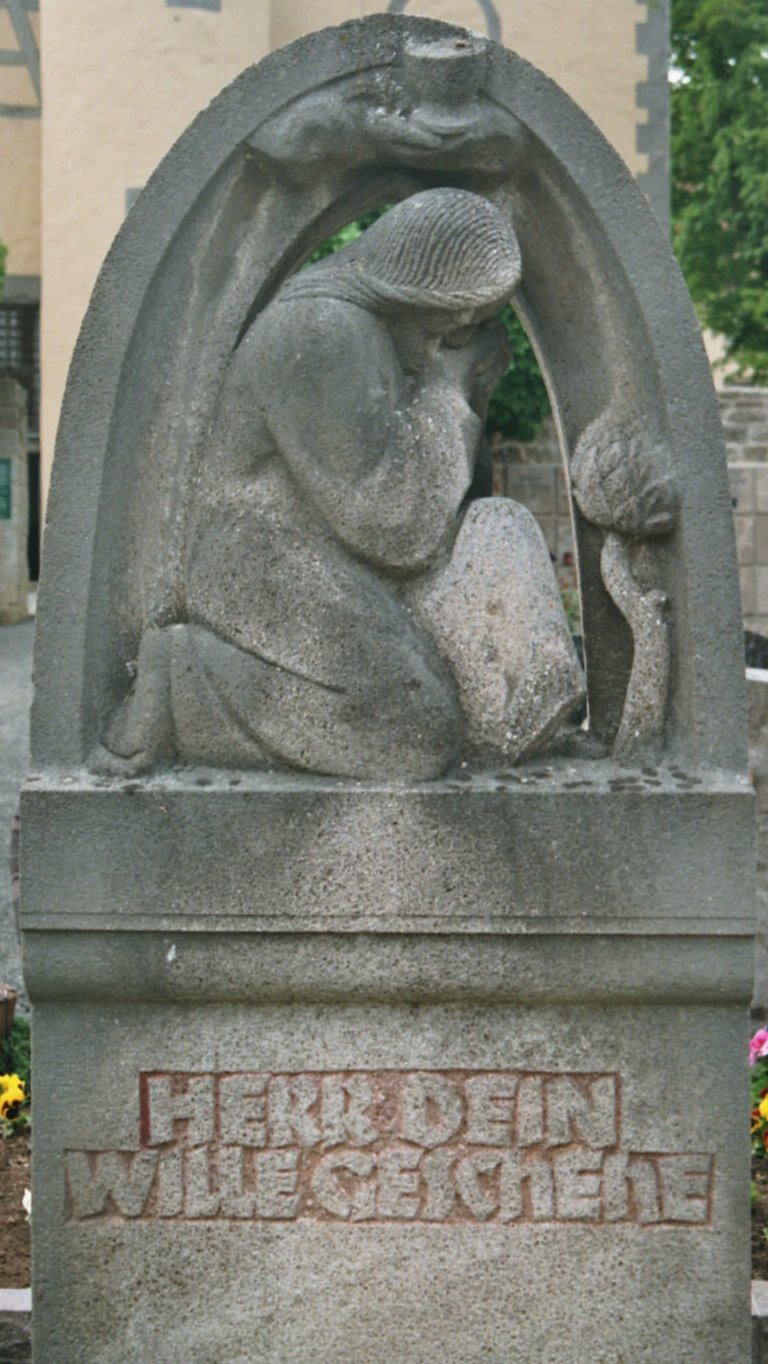
Grabstein Franz Huber, 1926, Foto: Bernward Hahn

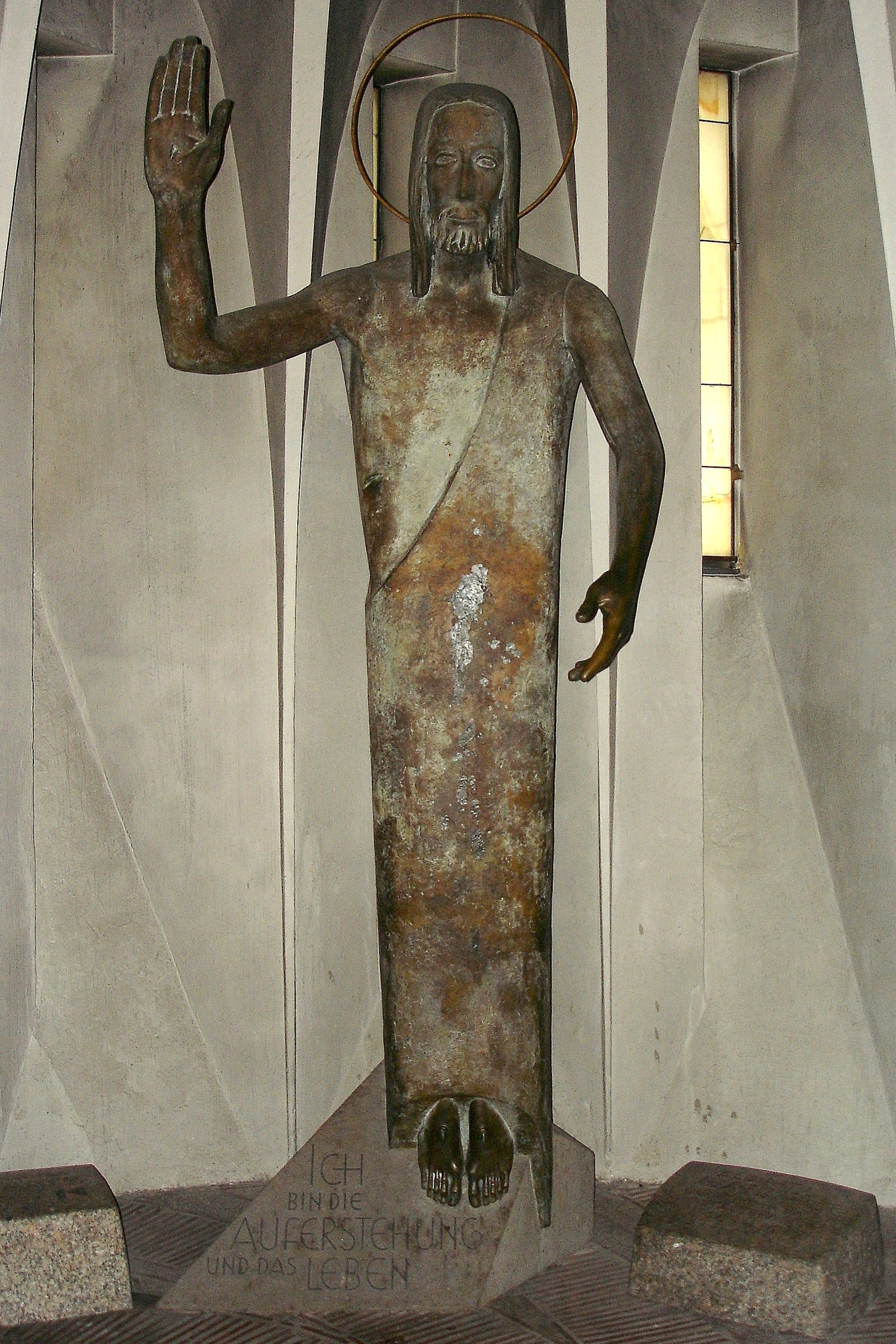
Bronze „Der Auferstehende“, 1959, Foto: Bernward Hahn

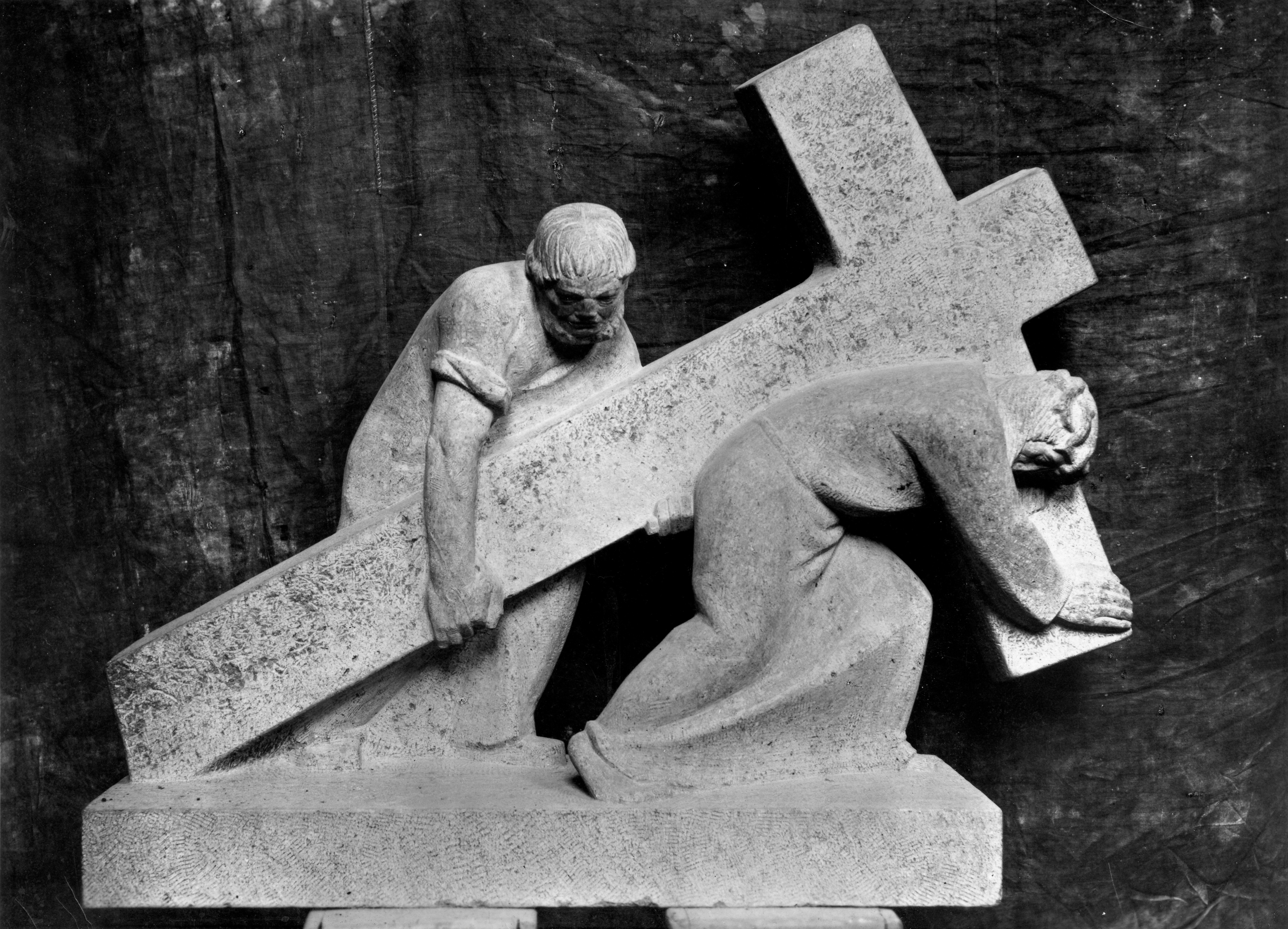
Grabmal Schmieger, 1938, Foto: Hugo Schnell

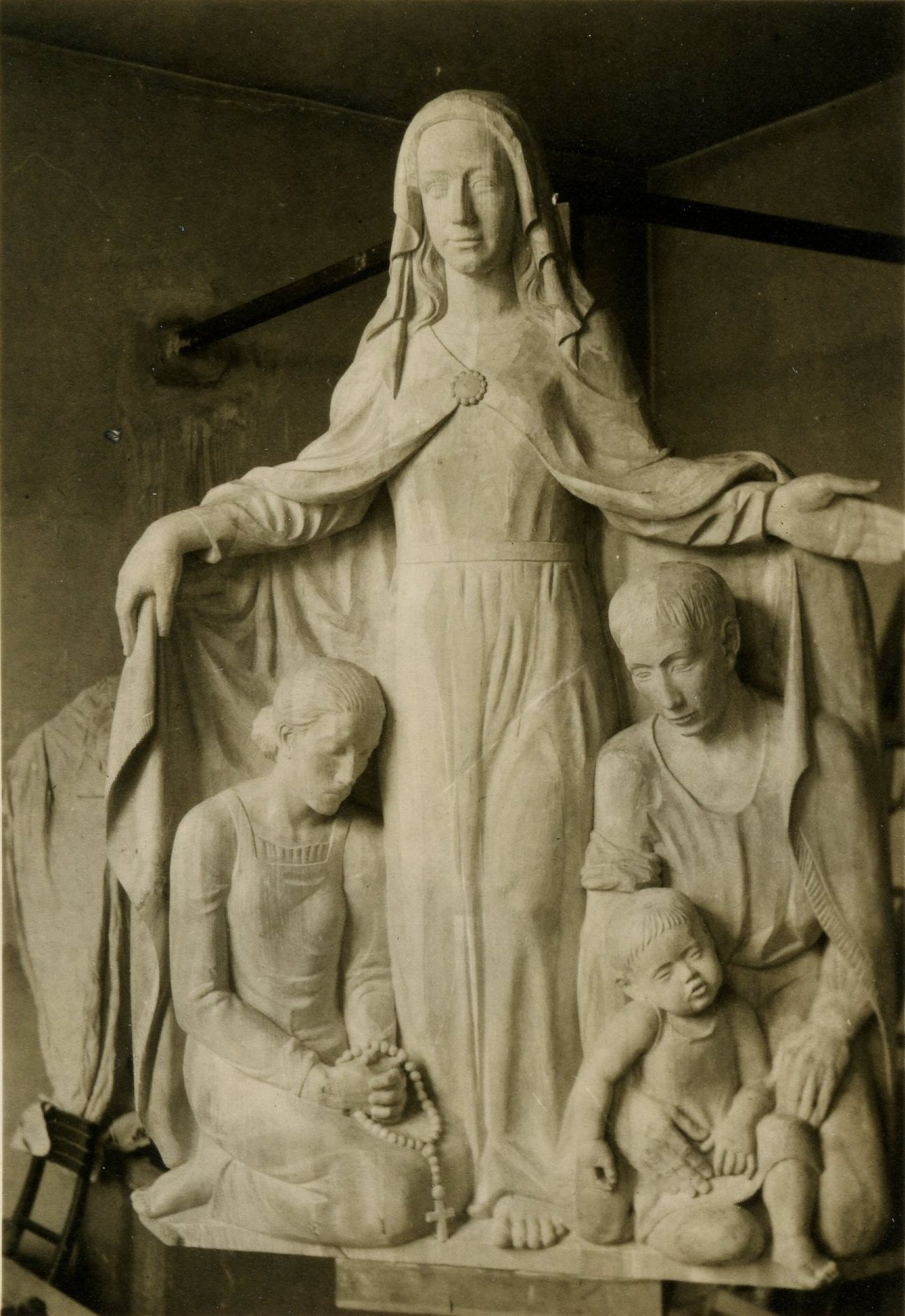
Schutzmantelmadonna Gipsmodell, 1940, Foto: Leopold Hahn

1931 war er als Mitglied in der Künstlervereinigung Secession und der Abteilung für Christliche Kunst der Gesellschaft für Christliche Kunst auch vom Brand des Glaspalastes betroffen. Von seinen Werken konnte u. a. die Porträtbüste von Magnus Wehner gerettet werden, sie wurde von der Städtischen Galerie München angekauft. Eine in Stein ausgeführte Plastik, eine „Kreuzschleppergruppe“, gefertigt 1931, erhielt den Jubiläumspreis der Akademie der Bildenden Künste. Das Jahr der Preisverleihung konnte bislang nicht festgestellt werden. 1944 und 1945 verbrannten eine Fülle an Dokumenten bei einem Fliegerangriff, sein Atelier wurde zerstört, ebenso wurde das Archiv der Akademie der Bildenden Künste in München ein Opfer der Bombardierungen. Erstmalig wurde 1935 über die Preisverleihung berichtet. Prof. Joseph Wackerle von der Akademie der Bildenden Künste ernannte ihn zum Meisterschüler.  Leopold Hahn nahm an zahlreichen Ausstellungen teil, beginnend 1925 in Nürnberg, 1929 und dann fortlaufend von 1931 bis 1938 an Münchner Kunstausstellungen. 1938 stellte er eine Büste auf der Großen Deutschen Kunstausstellung aus. Von da an lehnte er es wegen der nationalsozialistischen Politik und deren Kunstauffassung ab, sich weiter zu beteiligen. 1943 kam seine Bronzebüste von Magnus Wehner in Köln noch einmal zu einer Ausstellung. Nach 1945 beteiligte er sich nur noch vereinzelt an Ausstellungen. Leopold Hahn verließ die Akademie 1933 und machte sich mit einem eigenen Atelier in München selbstständig und heiratete 1936 Elisabeth Schnell. 1936 entstand eine große Plastik der Hl. Dreifaltigkeit, zusammen mit einem dreiteiligen Fries, der Szenen aus dem Handwerkerleben zeigt. Das Werk fiel Bombenangriffen zum Opfer. Da öffentliche Aufträge in der nationalsozialistischen Zeit immer seltener wurden, er bekam nur noch einen großen Auftrag zur Ausgestaltung der Eingangshalle des Münchner Flughafens, wandte er sich mehr kirchlichen Ausstattungen zu. Für St. Emmeram in München-Englschalking schuf er u. a. eine tief empfundene Schutzmantelmadonna, in deren Figuren er sich und seine Familie in den Schutze Mariens begab.
Für zwei Kirchen entstanden völlig unterschiedliche Taufsteine. Einer für die Kristus Konungen Kyrka in Göteborg, ein anderer für Maria Heimsuchung in München. Sein Atelier wurde 1945 ein zweites Mal ausgebombt, es war nichts mehr zu retten.

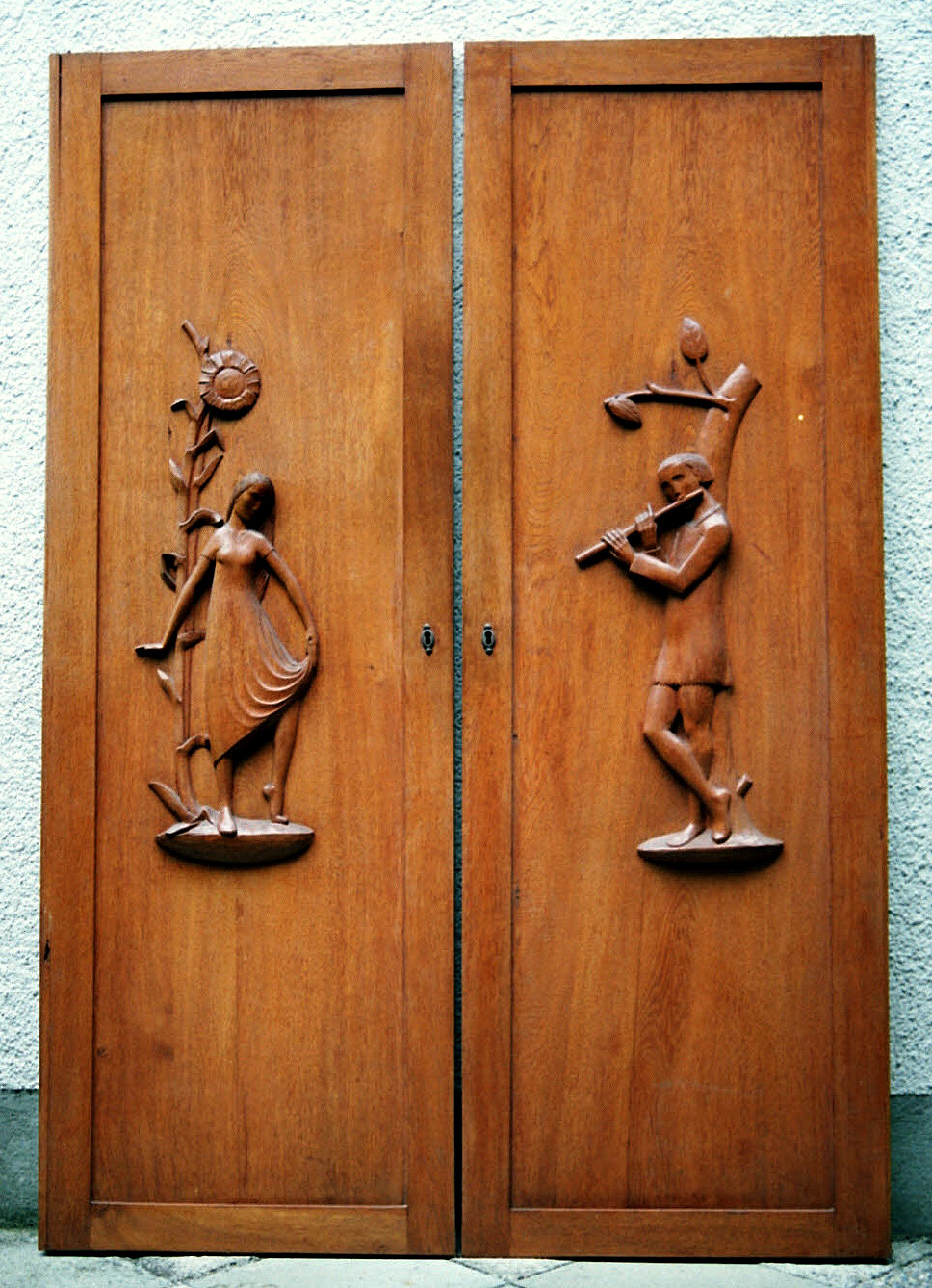
Verzierte Türen eines Kleiderschranks, 1927, Foto: Christopher Hahn

### 1945–1951
Erst 1951 fand er in Krailling wieder eine passende Räumlichkeit und konnte sich ein neues Atelier schaffen. Seine Schaffenstätigkeit bis 1951 war sehr eingeschränkt. Anfragen von Institutionen und Kirchenbauverwaltungen konnten wegen des mangelnden Arbeitsraumes nicht angenommen werden, dennoch entstand ein großes Werk, der Altar in der Klosterkapelle des Angerklosters in München.

### 1951–1970
Da die Porträtkunst an Bedeutung verloren hatte, wandte er sich auch der Kunst am Bau zu. 1952 vollendete er eine 3,3 m hohe, in Ton gebrannte St. Michaelsfigur für eine Hauswand in München. In der zweiten Hälfte der fünfziger Jahre wirkte er bei den Restaurierungsarbeiten am Münchner Residenzmuseum mit. Eine Familiengruppe (Hl. Familie), entstand für ein Altenheim in München. Neben einigen profanen Aufträgen und Grabmälern bestimmten nun weitgehend Arbeiten für Kirchenausstattungen sein Schaffen. So die Gestaltung des Auferstehenden in der von Dominikus Böhm geschaffenen Auferstehungs- und Kriegergedächtniskapelle von St. Johann Baptist in Neu-Ulm und das Bronzeporträt Papst Pius X. Für seinen Heimatort Krailling schuf er u. a. ein Kriegerdenkmal, eine trauernde Frau, das Gemeindearbeitern bei einer Umlagerung zerbrach.

## Werk (Auswahl)

### Skulpturen, Plastiken, sonstige Arbeiten
- Holz, Kleinplastik, Christus auf dem Ölberg, 1924
- Bronze, Brunnenfigur „Zwerg Perkeo“, 1930
- Holz, Betstuhl mit seitlichen Engeln, 1934
- Tuffstein, drei Reliefarbeiten an einem Brunnen, Waldfriedhof München, 1935
- Terrakotta, Hl. Dreifaltigkeit, Bernried am Starnberger See, 1938
- Tridentiner Marmor, Taufstein, Göteborg, 1937/38
- Jura-Dolomit, 18 Städtewappen, heute: Wappensaal Messestadt München-Riem, 1939
- Holz, Schutzmantelmadonna St. Emmeram, München Englschalking, 1940
- Holz, Altar, Angerkloster, München, 1950
- Terrakotta, Erzengel Michael, München, 1952
- Familienwappen Familie Walterspiel, 1954
- Bronze, der Auferstehende, St. Johann Baptist, Neu-Ulm, 1959
- Bronze, Entengruppe-Brunnen, Krailling, 1962
- Holz, Kleinplastik Hl. Familie, Kath. Familien- und Pflegewerk e.V. München, 1962–63
- Holz, St. Josef, Mariä Himmelfahrt, Kempten-Kottern, 1967
- Holz, St. Petrus, St. Pius, Pöcking am Starnberger See, 1968–69

### Porträtbüsten
- Holz, Konzertmeister Max Winter, 1923
- Bronze, Admiral August, Ludwig von Schröder, vor 1926
- Bronze, Agathe Hahn, 1926
- Bronze, Harald Weber, 1930
- Bronze, Magnus Wehner, 1931
- Silberplatte getrieben, Rückseite eines Spiegels, dornengekröntes Haupt Christi, 1934
- Terrakotta, Hermann Josef Schnell, 1935
- Bronze, Ignaz Westner, 1936
- Bronze,  Fr. Sobodda, 1938 auf der Großen Deutschen Kunstausstellung in München[22]
- Bronze, Richard Fackeldey, 1953
- Bronze, Waltraud Pilowski, 1956
- Bronze, Dr. Karl Pilowski, 1962
- Bronze, Papst Pius X., 1962–65

### Gräber

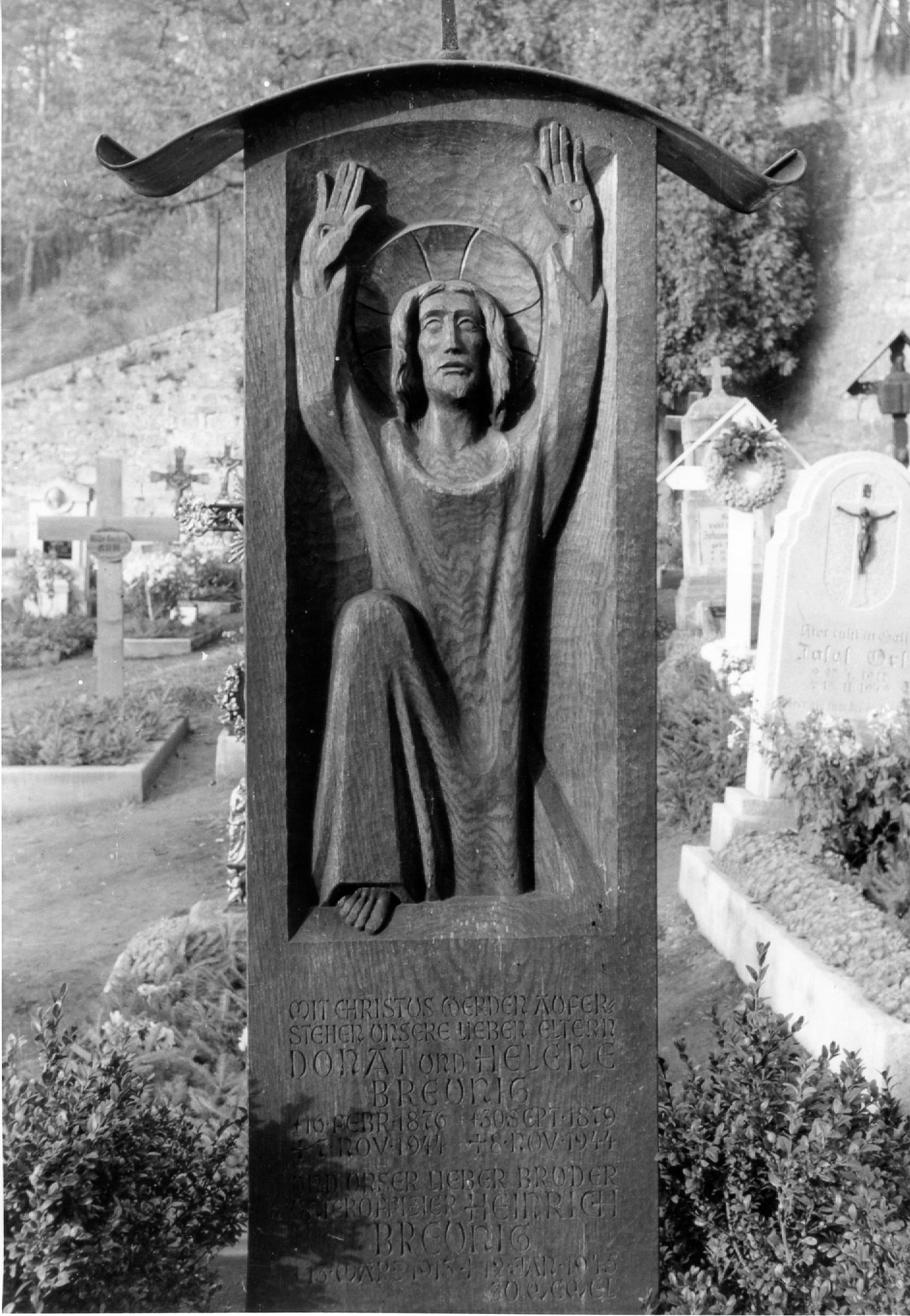
Grabmal Familie Breunig in Heufurt, 1945, Foto: Christopher Hahn

- Muschelkalkdolomit, Grabmal Wilhelm Eckstein, Nürnberg, 1921
- Kunststein, Grabmal Franz A. Huber, Fladungen 1926
- Bronze, Kruzifix, Gemeinschaftsgrab Rüdenschwinder Pfarrer, 1930
- Stein, Auferstandener, Grabmal Kraft, 1934
- Muschelkalkstein, Kruzifix, Begräbnisstätte Graf von Bray-Steinburg, Irlbach, 1934
- Stein, Portalumrahmung mit fränkischen Motiven, Kitzingen, 1937
- Stein, Kreuzschleppergruppe, 1937/38
- Holz, Grabmal Breunig, heute Friedhof Kloster Bildhausen/Münnerstadt, 1945
- Holz, Kruzifix, Friedhof Abtei St. Gertrud, Tettenweis, 1944–46
- Holz, Grabstätte Johanna Budde, Fladungen (Heufurt), 1954
- Holz, Grabmal Dr. Josef Höck, Westfriedhof München, 1962

## Ausstellungen (alle Gemeinschaftsausstellungen)
- 1925 Ausstellung der Abschlussklasse Staatliche Kunstgewerbeschule Nürnberg
- 1929 Galerie für Christliche Kunst, München
- 1931 Kunstausstellung München 1931, Glaspalast
- 1932 Münchner Kunstausstellung 1932 im Deutschen Museum, Bibliotheksbau
- 1933 Staatliche Kunstausstellung München 1933, Neue Pinakothek – Deutsches Museum Bibliotheksbau
- 1934 Kunstausstellung in der Galerie für christliche Kunst, München
- 1935 Große Münchner Kunstausstellung 1935, Neue Pinakothek
- 1938 Große Münchner Kunstausstellung 1938, Haus der Deutschen Kunst
- 1943 Münchner Künstler der Gegenwart, Köln 1943, Kölnischer Kunstverein
- 1950 Kunstausstellung Arbeitsring Versehrter Künstler, Oberammergau
- 1952 AVK Arbeitsring Versehrter Künstler, München
- 1952 Kunstausstellung Landkreis München, Gräfelfing
- 1955 11. Ausstellung, AVK Arbeitsring Versehrter Künstler, München
- 1960 Bayerische Frömmigkeit, 1400 Jahre Christliches Bayern, München